# Joe Henry

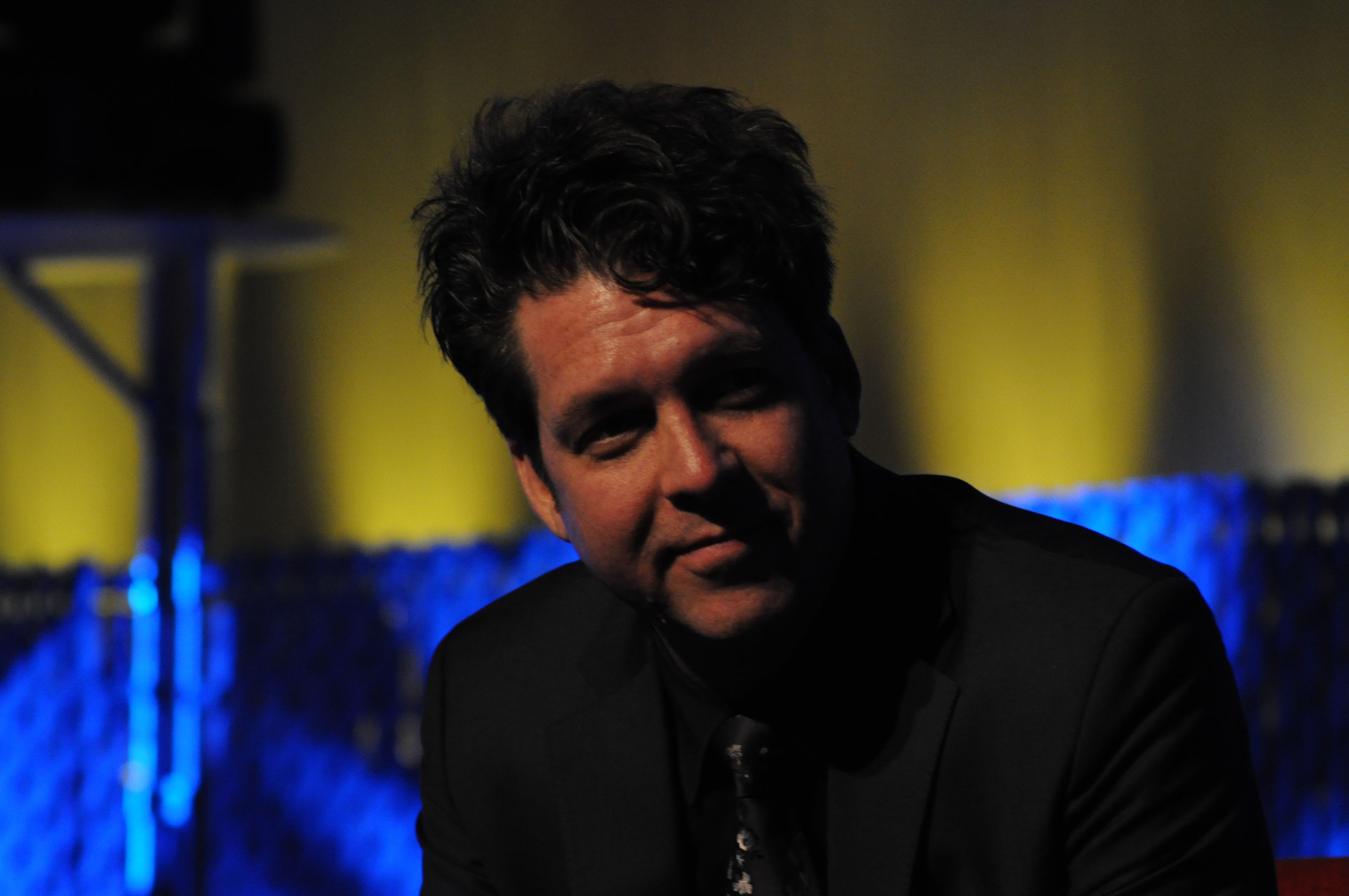
Joe Henry (2010)

Joseph Lee „Joe“ Henry (* 2. Dezember 1960 in Charlotte) ist ein US-amerikanischer Songwriter, Gitarrist und Produzent.

## Wirken
Seine Musik basiert auf Country und Folk.
Er produzierte u. a. Bonnie Raitt, Ani DiFranco, Aimee Mann, Elvis Costello und Loudon Wainwright. Für drei von ihm produzierte Alben bekam er einen Grammy: Don’t Give Up von Solomon Burke (2003, bestes zeitgenössisches Bluesalbum), A Stranger Here von Ramblin’ Jack Elliott (2010, bestes traditionelles Bluesalbum) und Genuine Negro Jig von Carolina Chocolate Drops (2011, bestes traditionelles Folkalbum).
Seine Frau Melanie ist die Schwester von Madonna. Ihr Titel Don’t Tell Me auf dem Album Music von 2000 ist eine Überarbeitung von Henrys Song Stop. Sein Sohn Levon ist auch Musiker und begleitete ihn schon im Studio und bei Konzerten.
2013 publizierte Henry gemeinsam mit seinem Bruder David Henry das Buch Furious Cool über den Schauspieler und Comedian Richard Pryor.

## Diskografie

### Studioalben
- 1986: Talk of Heaven
- 1989: Murder of Crows
- 1990: Shuffletown
- 1992: Short Man’s Room
- 1993: Kindness of the World
- 1994: Fireman’s Wedding
- 1996: Trampoline
- 1999: Fuse
- 2001: Scar
- 2003: Tiny Voices
- 2007: Civilians
- 2009: Blood from Stars
- 2011: Reverie
- 2014: Invisible Hour
- 2016: Shine a Light: Field Recordings from the Great American Railroad (mit Billy Bragg)
- 2017: Thrum
- 2019: The Gospel According To Water
- 2023: All the Eye Can See
- 2024: Blood from Stars (Expanded & Remastered)